# Zrenj
 Zrenj  (olaszul:  Stridone/Sdregna) falu Horvátországban, Isztria megyében. Közigazgatásilag Oprtaljhoz tartozik.

## Fekvése
Az Isztria középnyugati részén, Pazintól 19 km-re északnyugatra, községközpontjától 5 km-re északkeletre a Mirna-folyó és a Bračana-patak feletti sziklás fennsíkon fekszik.

## Története
A régészeti leletek tanúsága szerint területe már a történelem előtti időben is lakott volt, de az ókorból nincs erre vonatkozó adat. Arra a helyi hagyományra vonatkozóan, hogy Zrenj azonos lenne a római kori Stridonnal Szent Jeromos szülőhelyével semmilyen hiteles adat nem áll rendelkezésre. (Szent Jeromos szülőhelyének általában a muraközi Stridóvárat tartják.) A 11. századtól  a 14. századig a kosteli (Pietrapelosa) uradalom része volt. 1440-től a Gravisi család birtoka volt. A háborúktól és járványoktól megfogyatkozott lakosság pótlására a 16. században Dalmáciából a török terjeszkedés elől menekülő horvátokkal telepítették be. A falunak 1857-ben 810, 1910-ben 516 lakosa volt.
Az első világháború után a rapallói szerződés értelmében Isztria az Olasz Királysághoz került. 1943-ban az olasz kapitulációt követően német megszállás alá került, mely 1945-ig tartott. A második világháború után Jugoszlávia része lett. A település Jugoszlávia felbomlása után 1991-ben a független Horvátország része, majd 1993-ban Oprtalj község része lett. 2011-ben a falunak 76 lakosa volt. Lakói  főként mezőgazdasággal és kisállattartással foglalkoznak.

## Nevezetességei
- Szent György tiszteletére szentelt plébániatemploma 1582-ben épült romantikus stílusban. Az 1835-ös restauráláskor egy glagolita feliratra bukkantak. A templomban található a Gravisi család 1658-ból származó sírköve. 36 méter magas különálló, órás harangtornyát 1881-ben építették.
- Szent Jeromos tiszteletére szentelt temploma 1910-ben épült a korábbi, 1580-ban épített templom maradványain.

## Lakosság
| Lakosság változása | Lakosság változása | Lakosság változása | Lakosság változása | Lakosság változása | Lakosság változása | Lakosság változása | Lakosság változása | Lakosság változása | Lakosság változása | Lakosság változása | Lakosság változása | Lakosság változása | Lakosság változása | Lakosság változása | Lakosság változása |
| ------------------ | ------------------ | ------------------ | ------------------ | ------------------ | ------------------ | ------------------ | ------------------ | ------------------ | ------------------ | ------------------ | ------------------ | ------------------ | ------------------ | ------------------ | ------------------ |
| 1857               | 1869               | 1880               | 1890               | 1900               | 1910               | 1921               | 1931               | 1948               | 1953               | 1961               | 1971               | 1981               | 1991               | 2001               | 2011               |
| 810                | 858                | 346                | 427                | 463                | 516                | 1007               | 994                | 394                | 236                | 170                | 141                | 108                | 89                 | 66                 | 76                 |